# Ben's Cookies

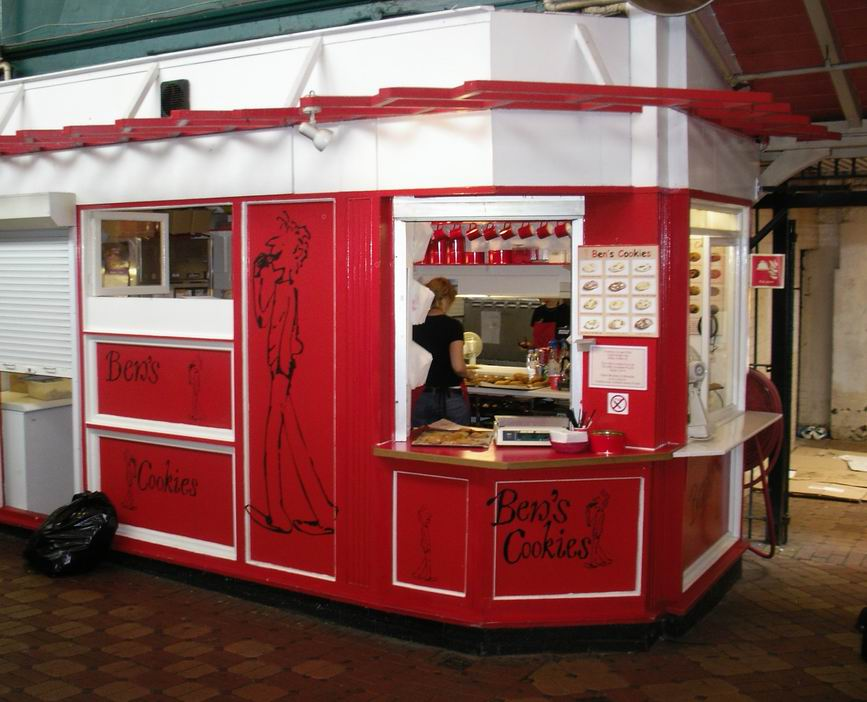
Ben's Cookies nel mercato coperto di Oxford

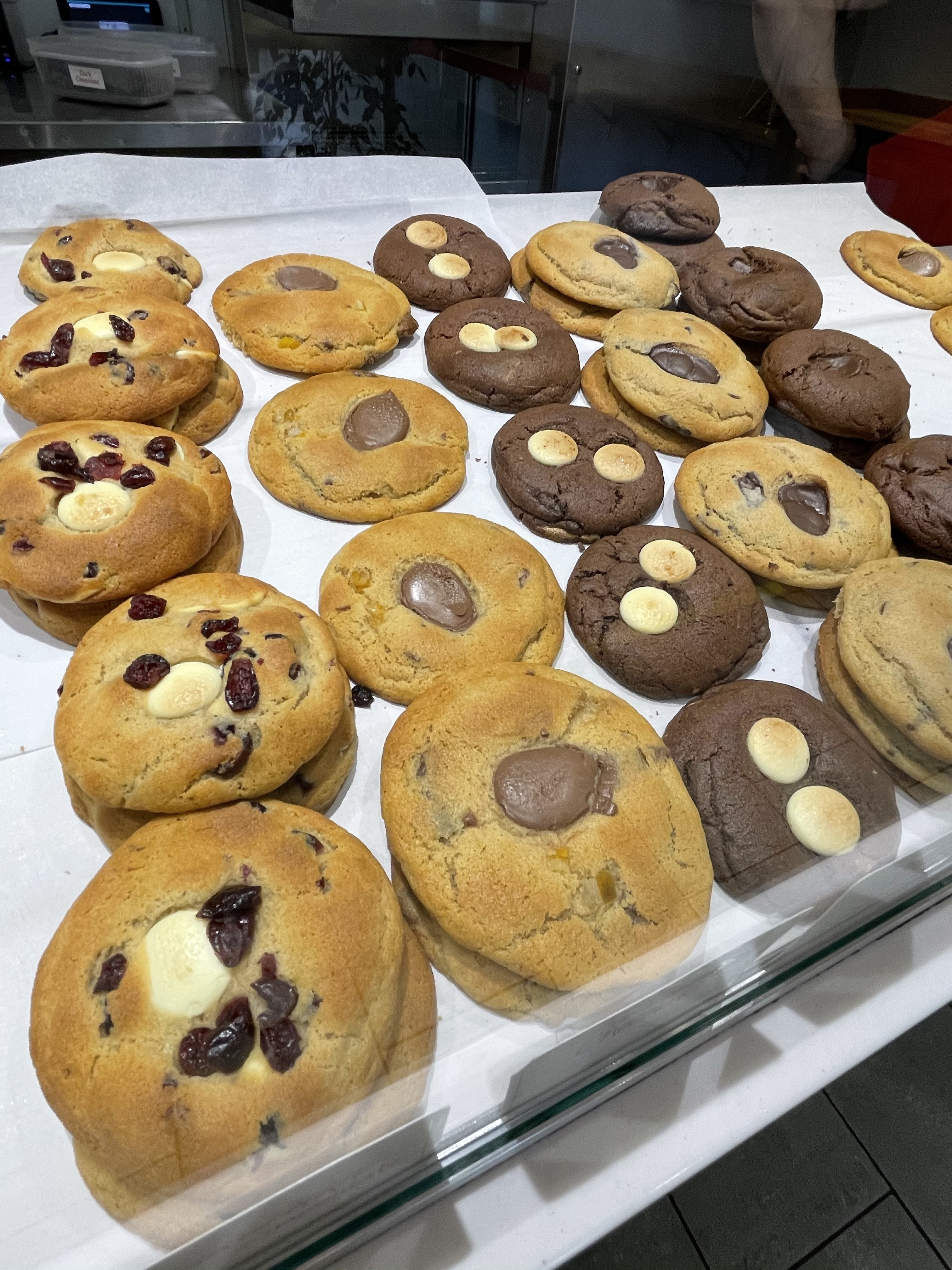
Esposizione di cookie presso una filiale di Londra

Ben's Cookies è una catena internazionale di negozi che preparano e vendono biscotti. Dopo aver preparato i biscotti in casa, Helge Rubinstein aprì una bancarella per venderli nel mercato coperto di Oxford nel 1984. Di solito i biscotti possono essere acquistati caldi poiché vengono cotti sul posto nei negozi. Il primo negozio era nel mercato coperto di Oxford. I negozi sono principalmente a Londra, ma anche in altre città del Regno Unito e in altri paesi.
L'azienda prende il nome dal figlio di Rubinstein, Ben, e il logo è stato creato dall'artista britannico Quentin Blake, un amico di famiglia.
Ben's Cookies ha attualmente numerosi negozi nel Regno Unito, tra cui Bath, Bristol, Cambridge, Edimburgo, Londra e Reading. Ha anche aperto negozi all'estero a Singapore, Corea del Sud, Giappone, Arabia Saudita, Emirati Arabi Uniti, Kuwait, Bahrein, Bangkok, Manila, Kuala Lumpur e Dallas.